# Kritikaz
Kritikaz je mrežni portal o izvedbenim i ostalim umjetnostima. Pokrenuo ga je 2015. godine kazališni kritičar i teatrolog Igor Tretinjak. U fokusu portala je kazališna kritika s posebnim naglaskom na "rubnim" i slabije zastupljenim izrazima poput lutkarstva i kazališta za djecu i mlade. Portal se ne zadržava samo na kritici izvedbenih umjetnosti, već se širi na književnu, televizijsku i ostale oblike kritike. 
Osim kritike, zastupljeni su intervjui, posebice s izvedbenim umjetnoscima koji nisu u fokusu medija, poput lutkara, glumaca u kazalištima za djecu i mlade i drugih. Dosad je objavljeno preko 120 intervjua, a posebno mjesto na Kritikazu, ali i u kontekstu hrvatskog lutkarstva predstavlja serijal od preko 30 intervjua s lutkarima, lutkarskim redateljima i teoretičarima povodom sto godina lutkarstva u Hrvatskoj.

## Suradnici
Za Kritikaz je pisao velik broj hrvatskih kritičarki i kritičara, kao i jaka i mlada imena srpske i crnogorske kritike. Jedan od ciljeva Kritikaza je zastupljenost kritike u gradovima u kojima ona nedostaje kroz stvaranje novih kritičara, što čini kroz projekt s Hrvatskim društvom kazališnih kritičara i teatrologa.   
Stalni tim sačinjavaju:
- Igor Tretinjak, kazališni kritičar i teatrolog; glavni urednik Kritikaza

- Olga Vujović, kazališna kritičarka
- Igor Gajin, književni kritičar i teoretičar

## Vanjske poveznice
- Službena mrežna stranica